# Earthandsky
Earthandsky è il sesto album in studio del gruppo musicale statunitense Of Mice & Men, pubblicato il 27 settembre 2019 dalla Rise Records.

## Tracce
1. Gravedancer – 4:32
2. As We Suffocate – 3:43
3. Taste of Regret – 3:28
4. Mushroom Cloud – 4:04
5. Pieces – 3:43
6. Deceiver/Deceived – 4:09
7. Earth & Sky – 4:10
8. The Mountain – 4:27
9. Meltdown – 3:19
10. Linger – 4:08
11. How to Survive – 3:56

## Formazione
Of Mice & Men
- Aaron Pauley – voce, basso
- Phil Manansala – chitarra solista
- Alan Ashby – chitarra ritmica
- Valentino Arteaga – batteria, percussioni

Produzione
- Josh Wilbur – produzione, ingegneria del suono, missaggio
- Nick Rowe – ingegneria del suono
- Josh Brooks e Lana Migliore – assistenza all'ingegneria del suono
- Ted Jensen – mastering

## Classifiche
| Classifica (2019)         | Posizione massima |
| ------------------------- | ----------------- |
| Germania                  | 78                |
| Stati Uniti (digital)     | 19                |
| Stati Uniti (hard rock)   | 5                 |
| Stati Uniti (independent) | 11                |
| Stati Uniti (rock)        | 13                |